# Serowe
Serowe je město ve východní Botswaně. Má okolo 47 tisíc obyvatel.
Je to hlavní město centrálního distriktu, největšího distriktu Botswany.